# Holcopasites minimus
Holcopasites minimus là một loài Hymenoptera trong họ Apidae. Loài này được Linsley mô tả khoa học năm 1943.